# Marly, Moselle
Marly là một xã trong vùng Grand Est, thuộc tỉnh Moselle, quận Metz-Campagne, tổng Verny. Tọa độ địa lý của xã là 49° 03' vĩ độ bắc, 06° 09' kinh độ đông. Marly có dân số vào thời điểm 1999 là 10.139 người; mật độ dân số là 922 người/km². Mary nằm khoảng 7 km về phía nam của Metz.